# Antoni Clavé i Sanmartí
Antoni Clavé i Sanmartí (Barcelona, 5 d'abril de 1913 - Sant Tropetz, França, 30 d'agost de 2005) fou un artista pluridisciplinari que va conrear diferents tècniques com el cartellisme, el collage, l'escultura, el gravat, el cinema, la joieria, el tèxtil, la ceràmica, l'escenografia teatral, però que va triomfar principalment en la pintura, el dibuix i la il·lustració, disciplines que l'han portat a un gran reconeixement internacional.

## Biografia
Va néixer el 5 d'abril de 1913 a la ciutat de Barcelona. Estudià a l'escola primària fins als dotze anys. Des de 1915 fins 1934, viu al carrer Valldonzella 56, al barri del Raval. Als tretze anys va entrar a treballar en una cotilleria del carrer Gravina de Barcelona i aquell mateix any, el 1926, es matriculà a les classes nocturnes a l'Escola de Llotja, on inicià la seva formació artística. Allà rebé classes de pintura per José Mongrell, qui li aconseguí una feina de pintor decorador a l'establiment d'Aureli Tolosa i Alsina, conegut popularment com a Can Tolosa. El 1932 deixà aquesta feina per dedicar-se exclusivament a la realització de cartells cinematogràfics. A final de 1936, la guerra civil espanyola dugué Clavé al front d'Aragó a lluitar amb el bàndol republicà. Acabat el conflicte bèl·lic, el 1939 hagué de fugir a França a conseqüència de la dictadura franquista, i s'instal·là a la ciutat de París, on inicià la seva carrera com a escenògraf. L'any 1956 Clavé abandonà París per instal·lar-se a la ciutat de Sant Tropetz, població situada a la regió de Provença – Alps – Costa Blava.
L'any 1984 l'Estat Espanyol li reconegué la seva vàlua artística amb l'exposició de més de cent obres al Pavelló espanyol de la Biennal de Venècia, i aquell mateix any li fou concedida la Medalla d'Or de la Generalitat de Catalunya.
Morí a la ciutat de Sant Tropetz el 30 d'agost de l'any 2005, sent enterrat posteriorment al cementiri de Montparnasse de París.

## Obra artística

### Inicis a Barcelona
El 1926 incia els seus estudis a la seu del carrer Aribau de l'Escola Llotja. Allà tindrà Àngel Ferrant com a professor d'escultura, i a José Mongrell com a mestre de pintura. Alguns dels seus companys eren el pintor Emili Grau Sala i els escultors Eduald Serra i Jordi Casals. Un dels primers llenços que Clavé realitzà fou una còpia d'un paisatge de Mongrell, que Pierre Cabanne reprodueix en la seva obra monogràfica sobre el pintor. Les primeres obres de Clavé, doncs, presenten els trets academicistes de la seva formació. De fet, Clavé explicava que en la primera visió que tingué d'una obra de Matisse, li smeblà totalment desdibuixada.
Fou a principis de la dècada de 1930 quan té el primer contacte amb l'art d'avantguarda, gràcies al seu amic el també pintor Salvador Ortiga, qui coneixia de primera mà l'art que es feia a Paris en aquell moment, referent de la modernitat. Neix llavors l'interès de Clavé per la tècnica del collage i l'ús de materials poc ortodoxos en el camp de la pintura. El 1936 visità també una exposició de Picasso a Barcelona, la qual cosa influí considerablement en la seva obra.
El 1933 incia la seva carrera com a cartellista cinematogràfic. Treballant a Can Tolosa s'assabentà que CINAES, distribuidora de cinema i la més important empresa artística de Barcelona, estava buscant un cartellista que il·lustrés arnb grans plafons els films que s'estrenaven setmana rere setmana a la porta d'alguns dels cinemes que formaven part de la companyia. Els seus cartells són fàcilment reconeixibles, amb un estil que presenta clares influències del cubisme, l'art-déco i el surrealisme. Clavé no apel·lava a la reproducció de la imatge d'un actor o un fotograma del film, sinó que creà un estil propi, caracteritzat per la simplificació de les formes.
El 1936, esclatada la Guerra Civil, i quan havia guanyat fama com a cartellista, va ser cridat a front, pel que hagué d'abandonar temporalment la seva carrera artística. Un cop acabat el conflicte, es refugià a Paris.

### París i les escenografies teatrals
A la capital francesa coincideix amb altres exiliats com Grau Sala, Martí Bas i Apel·les Fenosa, entre d'altres. Paral·lelament a l'obra publicitària, als anys trenta feu una obra principalment dibuixística, de ressons surrealitzants i onírics però marcada per una gràcia decorativa suaument nostàlgica, una mica a la manera del seu amic Grau Sala. Els primers anys, però, viu de petits encàrrecs de circumstància. Fins a mitjans de la dècada de 1950, Clavé té dues dedicacions principals: la il·lustració de llibres de bibliòfil, de la qual el Gargantua de Rabelais és la fita més destacada, i la decoració i elaboració d'escenografies i vestits per a espectacles de teatre i música, amb què assolirà un èxit més que notable. Començà el 1946 amb el ballet Los Caprichos, inspirat en els aiguaforts de Goya, per a la companyia dels Champs-Elysées. Destacarà també l'encàrrec que li feu Roland Petit pel ballet Carmen, els decorats del qual es continuaran utilitzant fins a la dècada de 1990.
Cal tenir en compte que el descobriment del millor art dels museus parisencs li va causar una gran commoció, i la seva primera obra pictòrica rep influències de Vuillard i sobretot de Pierre Bonnard.
Degut a la residència en aquesta ciutat, se l'ha adscrit a la coneguda Escola de París juntament amb altres artistes d'altres nacionalitats, però també juntament amb els espanyols Pablo Picasso, Juan Gris, Joan Miró o Antonio Saura, artistes amb els quals va compartir residència a la capital francesa i més que unes tendències artístiques concretes.
El 1944 va conèixer personalment a Picasso, fet que el va marcar al llarg de la seva vida, i que fou una amistat que perdurà fins a la mort de l'artista de Màlaga. Des d'aleshores anà abandonant el camí iniciat i començà a desenvolupar una obra amb una plàstica ben diferent i menys clàssica.

### Sèrie Reis i Guerrers
Al mateix temps que desenvolupava les escenografies teatrals, Clavé va iniciar un treball d'il·lustracions de Gargantúa que el portà a familiaritzar-se amb una iconografia medieval que va anar desenvolupant en les seves famoses sèries de guerrers, reis, reines i cavallers, que a l'inici eren representats en un cert realisme, però que a mesura que anava passant el temps va anar guanyant terreny l'abstracció dins de l'evolució de la seva obra pictòrica. Les figures perden precisió i forma, donant pas al traç i a una personal gamma de colors i textures com a principals protagonistes de les seves obres. No obstant, la pintura de Clavé sempre conservarà algun element figuratu, el qual li servirà per estructurar des seves composicions.
L'any 1952 participà en la pel·lícula Hans Christian Andersen ("El magnífic Andersen"), dirigida per Charles Vidor, sent el responsable de realitzar els decorats (juntament amb Richard Day i Howard Bristol) i el vestuari (juntament amb Mary Willis i Barbara Karinska), treballs pels quals fou candidat al premi Oscar. A partir, però, de 1954 abandonà la decoració per dedicar-se a la pintura.

### Dècada del 1960
A la dècada del 1960 destacà en l'homenatge que l'artista feu a Domenikos Theotokopoulos, "El Greco". En aquesta època clarament es veuen les influències dels clàssics i de l'època del barroc. Especial rellevància agafa la temàtica del cavaller de la mà al pit, que és un referent, especialment la mà, que s'anirà repetint en la futura obra de Clavé. En aquesta època es caracteritza pel pas definitiu cap a l'abstracció en la seva obra, on clarament se superposa a la figura o al tema escollit per l'artista.

### Dècada del 1970
La dècada del 1970 Clavé continuà la seva evolució de formes i colors, utilitzant tècniques diverses, com ara el collage o el "trompe-l'oeil", inclús inventant-se'n de noves com el "papier froissé" fruit d'una causalitat tècnica en l'ús de l'aerosol 
sobre papers arrugats i que va fer servir de manera molt personal no solament en aquesta època, sinó en èpoques posteriors.
L'any 1978 el Museu Nacional d'Art Modern de París, actual Centre Georges Pompidou, li dedicà la primera retrospectiva, el que convertí a Clavé en un dels artistes més prestigiosos de la seva generació.

### Dècada del 1980

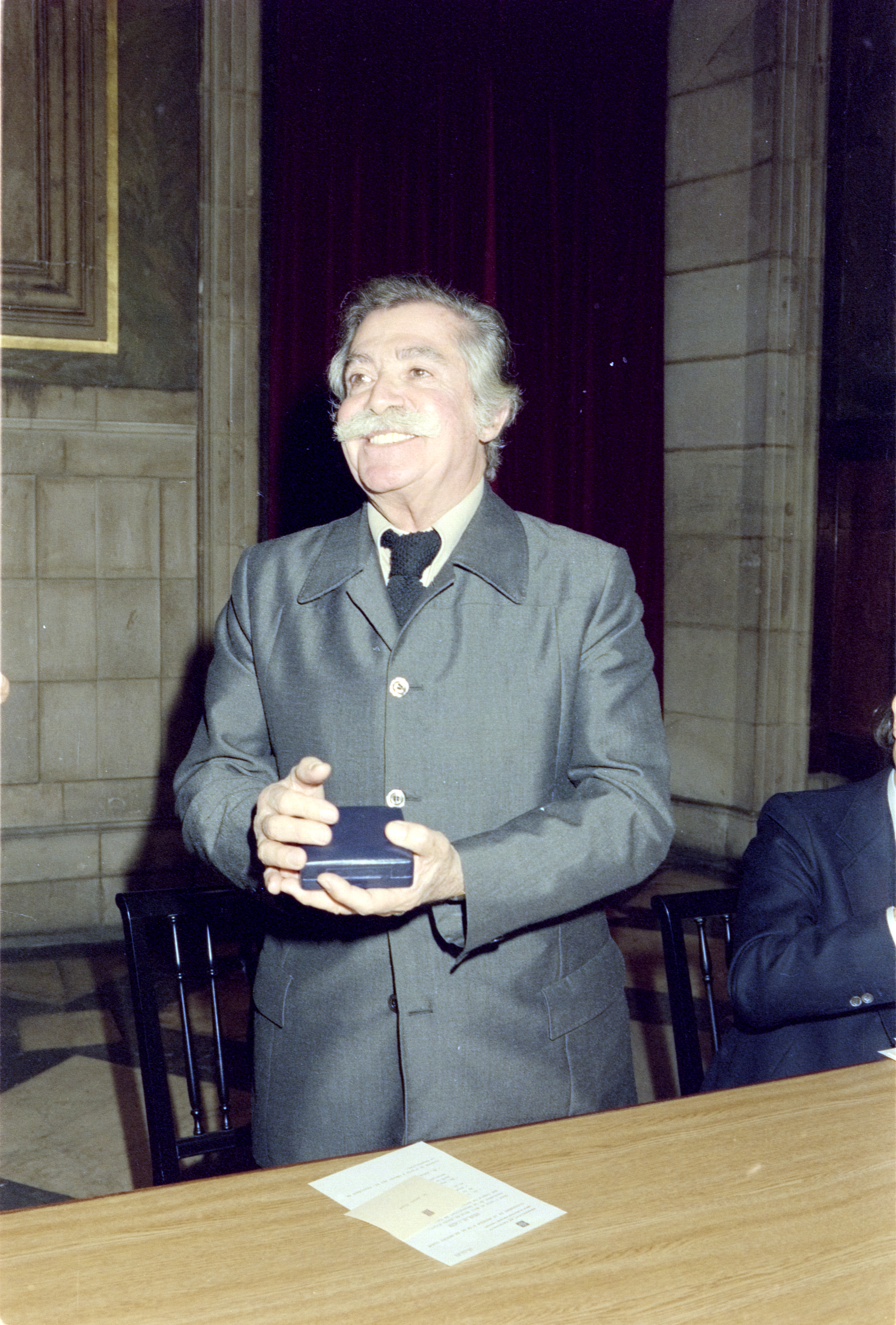
Antoni Clavé amb la Medalla d'Or de la Generalitat de Catalunya el 1984.

La dècada del 1980 destacà per la sèrie que dedicà a Picasso anomenada "A Don Pablo", en la qual s'inspirà en gravats picassians, així com les influències que va rebre en dos grans viatges que va fer al Japó i Nova York, on destil·la els aspectes que més li van cridar l'atenció de la cultura històrica i social d'aquests indrets.

### Últims anys de vida
Les obres de la dècada del 1990 i dels principis del segle xxi es caracteritzen per la recreació de les textures dins l'abstracció amb una utilització profusa dels "papiers froissés" 
i d'altres temàtiques utilitzades en les seves etapes anteriors.
El reconeixement internacional d'aquest artista quedà constància en la profusió de les seves obres en importants col·leccions, ja tant particulars com públiques, en diferents països del món com ara França, Japó, Estats Units, Suïssa i Corea entre d'altres. El març de 2013 s'iniciaren els actes de celebració del seu centenari amb una exposició de pintura al museu Can Framis de la Fundació Vila Casas.